# Leo Varadkar
Leo Varadkar, född 18 januari 1979 i Castleknock, Dublin, är en irländsk politiker för Fine Gael. Han var Irlands regeringschef (Taoiseach) från juni 2017 till juni 2020 samt igen från 17 december 2022 till 9 april 2024. Däremellan var han Irlands vice regeringschef (Tanaiste). Varadkar meddelade att han planerade att avgå som Taoiseach samt ledare för Fine gael 20 mars 2024, och avgick officiellt som partiledare 24 mars samma år.  
Varadkars far föddes i Indien och hans mor i Irland. Han har studerat medicin vid Trinity College i Dublin. Mellan 2011 och 2014 var han minister för transport, turism och idrott, mellan 2014 och 2016 var han sjukvårdsminister och från 2016 till 2017 var han socialminister.
Varadkar är den första öppet homosexuella ledaren för ett politiskt parti i Irland. Han är Irlands första och världens fjärde öppna homosexuella regeringschef i modern tid (efter Jóhanna Sigurðardóttir, Elio Di Rupo och Xavier Bettel).
Hans partner Matthew Barrett är läkare på Mater Misericordiae universitetssjukhus.

## Politisk karriär
Leo varadkar påbörjade sin politiska karriär som lokalpolitiker i Fingal County från 2003 fram till 2007 då han blev invlad som Teacht Dála (TD), det vill säga parlamentariker i Irlands underhus Dáil Eireann for Fine Gael. Som TD fick han flera ämbeten som minister i Enda Kennys regering, först som Transport-, turism och sportminister 2011-14, sedan hälsominister 2014-2016 och socialförsäkringsminister 2016-2017.

### Första regeringsperioden
Vid Kennys avgång som ledare för Fine Gael 2017 tog Varadkar på sig uppdraget och avlöste honom både som regeringschef och partiledare. Han bildade först regering endast med sitt eget parti och valdes i underhuset som Irlands någonsin yngste Taoiseach, endast 38 år gammal. Den första regeringsperioden präglades av förhandlingar med Storbritannien i och med genomförandet av Brexit, något han bland annat påstod "inte var helt genomtänkt". Han förespråkade också starkt att ingen "hård gräns" skulle upprättas på Nordirland. 
Varadkar godkände också genomförandet av en folkomröstning 2018 om att liberalisera abortlagstiftningen som tidigare varit väldigt restriktiv i landet, en omröstning som resulterade i 66% för att upphäva det nästan totala abortförbudet, något Varadkar välkomnade. 
Under slutet av Varadkars första mandatperiod blev covid-pandemin en stor fråga. Liksom flera andra länder lät regeringen stänga bland annat skolor och tvingade folk att stanna hemma under två veckor förutom i specifika fall under pandemins början, något Varadkar menade var till för att "rädda så många liv som möjligt". Landet skulle stängas ner tre gånger under pandemin, där Varadkar i efterhand sagt att den sista av de tre var ett fel beslut av honom.

### Trepartiregeringen
Valet på Irland 2020 skulle resultera i stora framgångar för republikanska vänsterpopulistiska Sinn Féin, något som oroade båda traditionellt stora partier, Fine Gael och Fianna Fáil. Traditionellt sett hade dessa varit fiender sedan inbördeskriget där de båda representerat krigets olika sidor, något som präglat det irländska politiska landskapet sedan 1920-talet. Detta avslutades i princip då de båda partierna 2020 enades i en överenskommelse om att regera tillsammans tillsammans med Gröna partiet, där Fianna Fail och Fine Gael skulle "turas om" att ha sin partiledare som Taoiseach. Först ut blev Micheál Martin, ledare för Fianna Fáil från 2022-2022, då han i december det året avlöstes av Varadkar igen.

### Andra regeringsperioden
En fråga som blev allt större på Irland från 2010-talet och blivit ett enormt dilemma för irländska regeringen har varit bostadsbrist i landet där antalet hemlösa i januari 2024 steg till över 13 000 personer, en ökning på 17% jämfört med januari föregående år. Varadkar har under båda regeringsperioder gjort försök att stimulera bostadsbygge, där Fine Gaels minister för offentliga utgifter Paschal Donohoe har menat att regeringen trots stora problem vad gäller bland annat pandemi och stora kostnadsökningar lyckats nå mål om ökat bostadsbygge även om Varadkar själv också påpekat att mer fortfarande behöver göras. Oppositionen har dock kritiserat regeringen för vad man menar är fortsatt otillräckliga åtgärder. 
I mars 2024 hölls två folkomröstningar angående huruvida Irland skulle ersätta formuleringar i konstitutionen, där en familj skulle omdefinieras från att bara anses som något grundat på äktenskap till en institution grundad på antingen äktenskap eller andra relationer, samt skriva om en artikel som i huvudsak menade att staten skulle hjälpa och bibehålla kvinnors och mödrars roller i hemmet, något de flesta större politiska partierna, däribland Fine Gael förespråkade. Resultatet av folkomröstningen blev dock att dessa två ändringar avslogs då 67 % röstade mot det första förslaget och 74 % mot det andra.
Utrikespolitiskt sett har Varadkar också tagit ställning för vapenvila i Gaza efter stora civila dödstal i kriget mellan Hamas och Israel 2023.
Den 20 mars 2024 meddelade Varadkar att han skulle avgå som både partiledare för Fine Gael och Taoiseach, och avgick slutligen 9 april samma år.